# Lincoln’s Inn

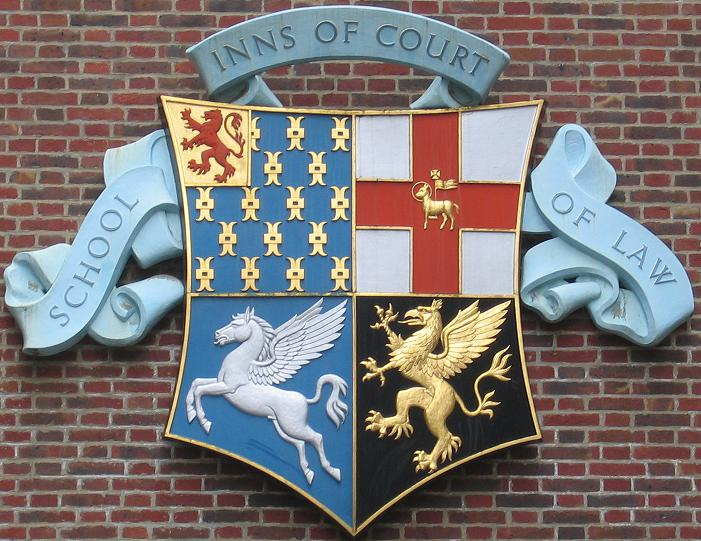
Gemeinsames Wappen der vier Anwaltskammern. Lincoln’s Inns ist links oben (heraldisch rechts oben) dargestellt.

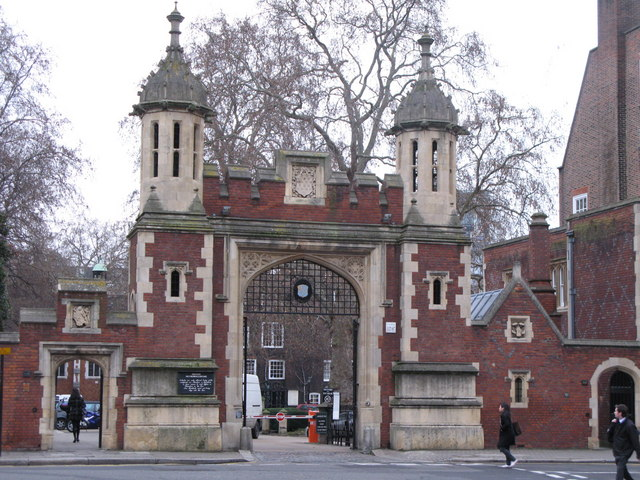
Das Eingangstor zu Lincoln’s Inn

Lincoln’s Inn bzw. die Honourable Society of Lincoln’s Inn ist eine der vier englischen Anwaltskammern (Inns of Court) für Barrister in England. Der Begriff Lincoln’s Inn bezieht sich auch auf den Gebäudekomplex, in denen diese Kammer seit dem 14. Jahrhundert beheimatet ist. 1882 wurde in der Nähe das Hauptgebäude der königlichen Gerichtshöfe (Royal Courts of Justice) errichtet.
Inn (oder hospitium) bedeutet in diesem Zusammenhang ein Stadthaus oder eine Pension, insbesondere in der Ursprungszeit eine Pension für Studenten, die hier Rechtswissenschaften studierten. Seit Mitte des 19. Jahrhunderts werden hier keine Studenten mehr ausgebildet.

## Geschichte

Lincoln’s Inn um 1910

Lincoln’s Inn lässt sich in der geschichtlichen Überlieferung, die in den Schwarzen Büchern (Black Books) festgehalten ist, bis zum Jahr 1422 zurückverfolgen, früher als die dort ebenfalls erwähnten anderen Inns of Court Middle Temple (1501), Inner Temple (1505) und Gray’s Inn (1569). Es hat allerdings schon vorher existiert. Wahrscheinlich bildete ein Gesetz Edwards I. im Jahr 1292 die Grundlage für die Gründung der Inns. In diesem Gesetz wurden die beiden Berufszweige des Barrister und Solicitor, wie sie heute genannt werden, der Kontrollaufsicht von Richtern unterstellt und damit die Vorherrschaft des Klerus beendet, der diese Rolle am Hof des Königs vertrat. Für die Laien wurden nun Ausbildungsstätten benötigt, die zur Errichtung der Inns of Court im frühen 14. Jahrhundert führten.
Inn (oder hospitium) bedeutete damals ein Stadthaus oder eine Pension, insbesondere eine Pension für Studenten. Lincoln’s Inn erhielt seinen Namen wahrscheinlich von Henry de Lacy, 3. Earl of Lincoln (gestorben 1311), von ihm stammt der Löwe im Wappen des Lincoln’s Inn. Er scheint ein Gönner des Inn gewesen zu sein; sein eigenes großes Haus lag nur ein paar hundert Meter weiter weg im Osten, in der Shoe Lane.
Das Inn steht zum Teil auf dem Boden, das zum Hospital von Burton Lazars gehörte, und zum Teil auf Land (im Süden), das die Bischöfe von Chichester besaßen. Das ganze Land wurde dem Inn am 12. November 1580 überlassen, und die Eisenteile (mill-rind), die Mühlsteine beim Drehen stützen, die im Wappen zu sehen sind, stammen vom Wappen des Richard Kingsmill, einem Master, der eine führende Rolle bei dem Geschäft spielte.
Im Jahre 1565 versuchten die Masters (Benchers), die Moral des Lincoln’s Inn zu erhalten, indem sie Vorschriften erließen, ab welchem Alter weibliche Hilfskräfte im Inn angestellt werden durften.
Heute wohnen nur noch wenige Barrister im Inn.
Ein Viertel von ihnen arbeitet sogar außerhalb Londons in anderen Städten.

## Lage
Gray’s Inn und Lincoln’s Inn liegen in der London Borough of Camden (früher in den Borough of Holborn), an der Grenze zur City of London. Sie haben keinen eigenen juristischen Status.
Die nächste U-Bahn-Station ist Chancery Lane.

## Trivia
Die Romanreihe um Matthew Shardlake von C.J. Sansom spielt zur Zeit Heinrich VIII. in Lincoln’s Inn.

## Weblinks

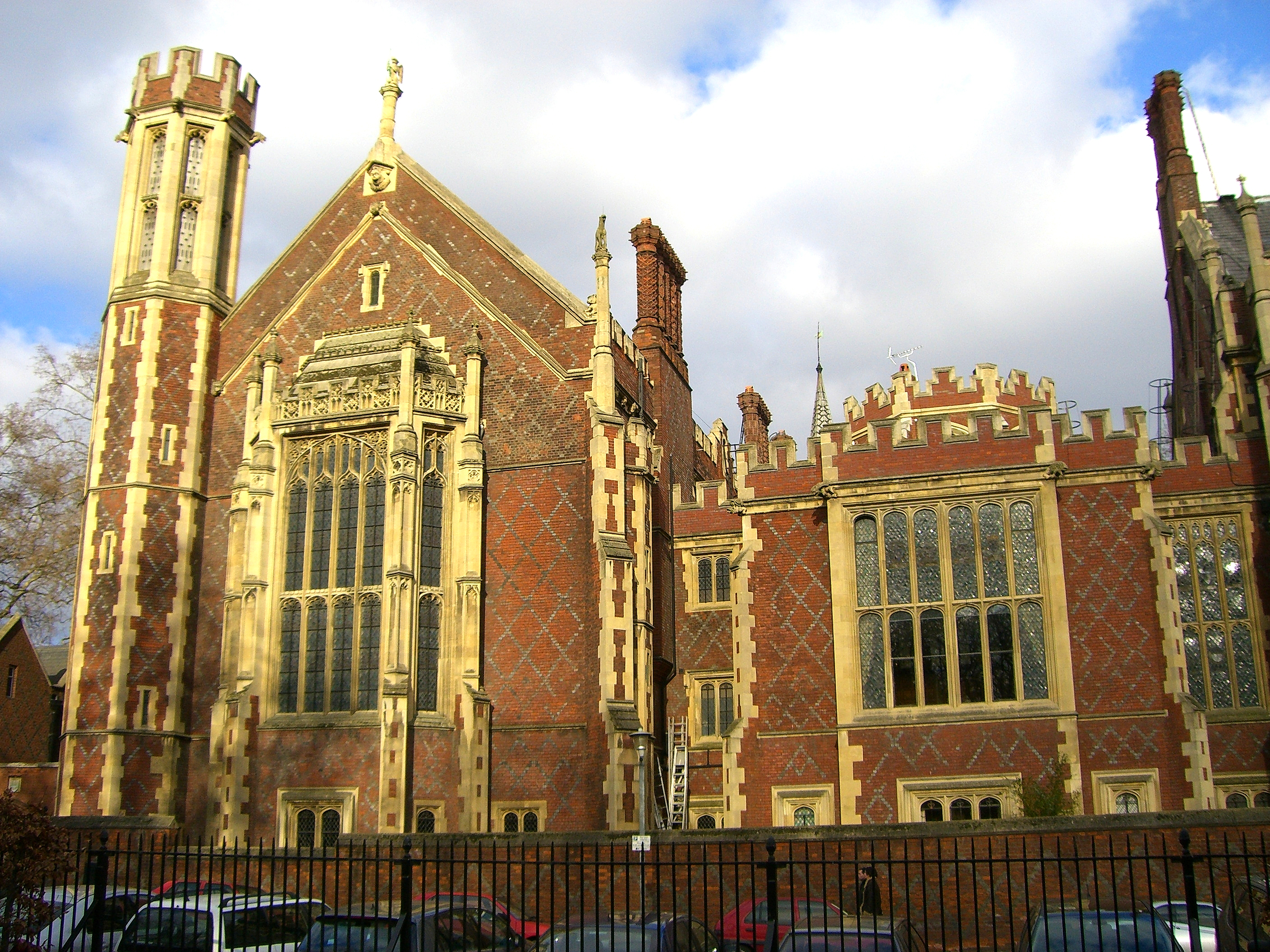
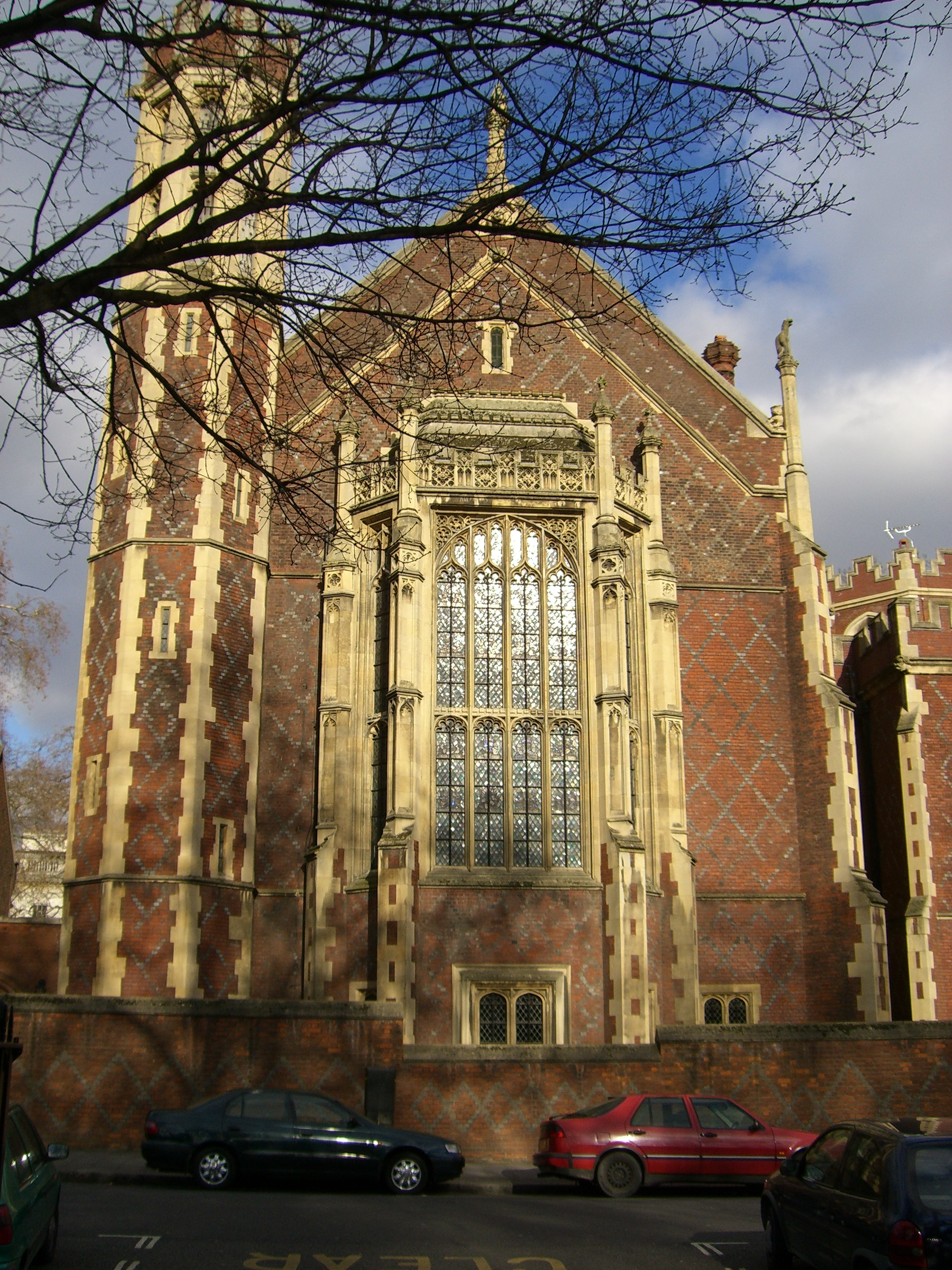
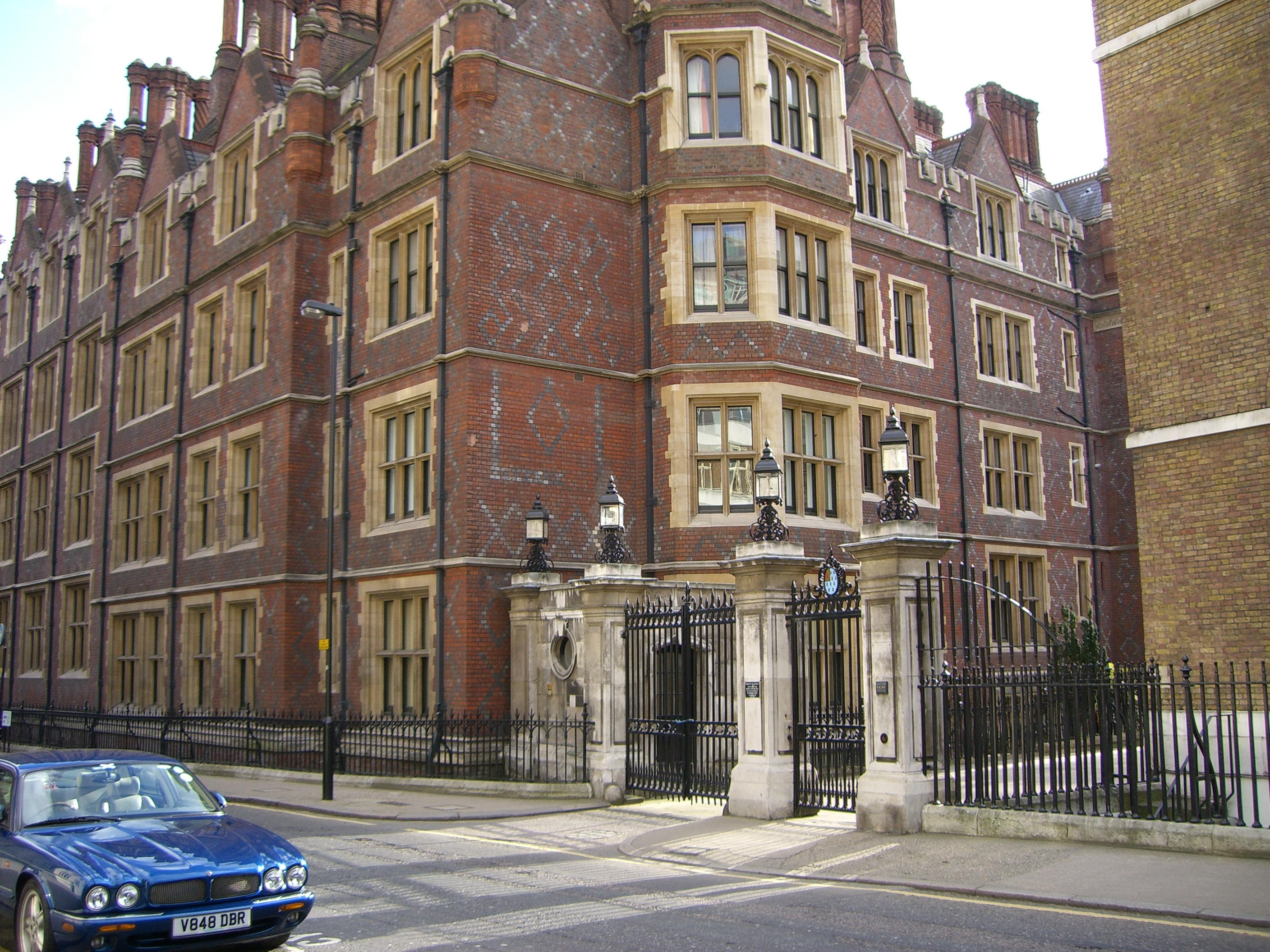
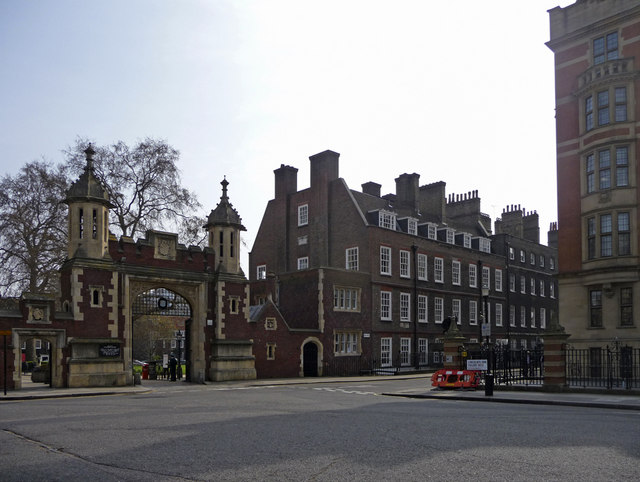